# Браунвил (Небраска)
Браунвил (енгл. Brownville) град је у америчкој савезној држави Небраска.

## Демографија
По попису из 2010. године број становника је 132, што је 14 (-9,6%) становника мање него 2000. године.
| Група             | 2000.       | 2010.       |
| Белци             | 145 (99,3%) | 127 (96,2%) |
| Афроамериканци    | 0 (0,0%)    | 0 (0,0%)    |
| Азијати           | 0 (0,0%)    | 0 (0,0%)    |
| Хиспаноамериканци | 0 (0,0%)    | 4 (3,0%)    |
| Укупно            | 146         | 132         |